# Чолахян, Гурген Тигранович
Гурген Тигранович Чолахян (арм. Գուրգեն Տիգրանի Չոլախյան; 9 мая 1909, Александрополь — 26 декабря 1992, Ереван) — советский армянский государственный и партийный деятель. Председатель Исполнительного комитета Ереванского совета депутатов трудящихся с 6 апреля 1955 по 1 июня 1957 года.

## Биография

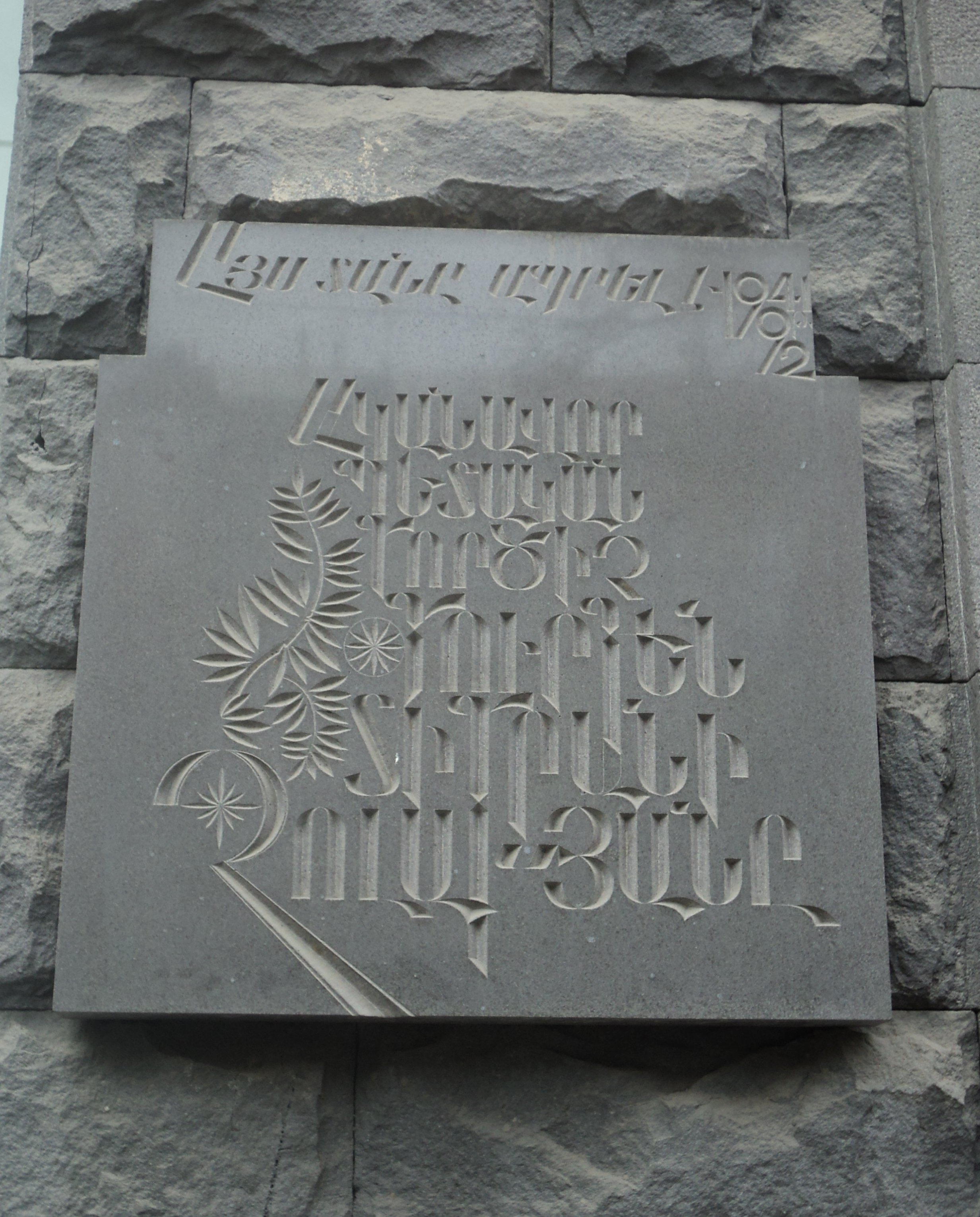
Мемориальная доска Гургена Чолахяна в Ереване

Гурген Чолахян родился 9 мая 1909 года в Александрополе (ныне Гюмри). В 1928 году с отличием окончил Ереванский электромеханический техникум. Затем учился в Москве в МВТУ им. Баумана, но через два года вынужден был вернуться в Ереван, чтобы кормить семью. Работал на станкостроительном заводе им. Дзержинского. К концу 1930-х занимал должность главного инженера.
С 1939 по 1941 год он был наркомом местной промышленности Армянской ССР. Во время Великой Отечественной войны, с 1941 по 1945 год, Чолахян был заместителем председателя Совнаркома Армянской ССР, организовывал производство продукции для фронта.
С 1947 по 1947 год был постоянным представителем Армянской ССР в Москве. Вернувшись в Ереван, стал директором строящегося «Армэлектрозавода». В 1955 году Гурген Чолахян был избран председателем Исполнительного комитета Ереванского совета депутатов трудящихся. В 1957 году ушёл с этой должности и был назначен начальником управления электротехнической промышленности и приборостроения Совнархоза Армянской ССР. Позднее стал заместителем председателя, а затем и председателем Совнархоза. Оставался на этой должности до упразднения Совнархоза в 1965 году. В 1966 году стал директором НИИ микроэлектроники, в организации которого принимал активное участие.
За годы его работы в Совнархозе в Армянской ССР было построено 215 заводов. Он был депутатом Верховного Совета Армянской ССР.
В 1974 году вышел на пенсию. Умер в Ереване 26 декабря 1992 года от инсульта.

## Семья
У Гургена Чолахяна была жена Астхик, дочери Эмма и Иза. Иза Чолахян стала известным архитектором.

## Награды
- Орден Ленина[2]
- Орден Октябрьской Революции[2]